# Abram Sloutski
Abram Aronovitch Sloutski (en russe : Абра́м Аро́нович Слу́цкий), né en juillet 1898 à Parafiivka et mort le 17 février 1938 à Moscou, était le chef du service de renseignements extérieurs soviétiques entre 1935 et 1938. 
Né à Itchnia dans l'oblast de Tchernihiv d'un père chef de gare d'origine juive, il travaille comme apprenti métallurgiste dans une plantation de coton avant d'être mobilisé dans l'armée tsariste au déclenchement de la Première Guerre mondiale. Il rejoint le Parti Bolchévique en 1917, et la Tchéka en 1920. Sa mort subite d'une crise cardiaque, en plein milieu de la Grande Terreur, incita son collègue Alexandre Orlov, représentant du NKVD en Espagne, à faire défection. Dans Histoire secrète des crimes de Staline d'Orlov, l'auteur prétend que Sloutski serait mort empoisonné par des gâteaux imbibés d'acide prussique, poison plus connu sous le nom de cyanure, pour faire croire à une crise cardiaque.